# ヒルダ・ハッキネン
ヒルダ・マリア・ハッキネン（Hilda Maria Häkkinen、1894年2月18日 - 2005年12月31日）は、フィンランドのスーパーセンテナリアン。フィンランド・南ポフヤンマー県在住だった長寿の女性。フィンランド国内ではレンピ・マリア・ロトヴィウスに次いで歴代2番目の長寿記録を保持している。

## 来歴
1894年2月18日、7人兄弟の4番目に生まれる。自身は、「3月18日に生まれ、その時に誕生日を祝いたい」と言ったが、教会の記録によると、彼は2月18日に生まれたとなっている。電気も水道もない家で、娘のケルトゥ・ケンとともに長い間住んでいた。長寿の秘訣としてシンプルなライフスタイルであると語った。老年学が専門のアンッティ・ヘルボネン教授は、毎日家事を自分でこなしていたことが長寿の秘訣と主張している。
晩年はエルビイラのサービスハウスに住んでいた。彼はまた、大統領のタルヤ・ハロネンが大統領だったとき、111歳の誕生日を祝った。
2005年の大晦日に死去。111歳288日没。